# Fernando de Orleães
Fernando Francisco Filipe Maria Lourenço de Orleães (em francês; Ferdinand François Philippe Marie Laurent d'Orléans; Eu, 9 de setembro de 1884 — Randan, 30 de janeiro de 1924), foi um príncipe francês da Casa de Orléans e Duque de Montpensier. O filho mais novo do príncipe Filipe, Conde de Paris e de sua esposa, a princesa Maria Isabel de Montpensier. Casou com a Marquesa de Valdeterrazo em 1921, não deixando descendência.

## Família
Fernando de Orleães foi o filho mais novo de Filipe d'Orléans (1838-1894, « conde de Paris » e pretendente orleanista ao trono francês, com o nome de Filipe VII, e de sua esposa e prima alemã Maria-Isabel d'Orleães-Montpensier (1848-1919), infanta de Espanha. 
Em 1921, Ferdinando casa com Maria-Isabel Gonzalez de Olaneta e Ibarreta (1897-1958), 3a marquesa de Valdeterrazzo e grande de Espanha no castelo de Randan. Não houve descendência deste casamento.